# Marie Bracquemond

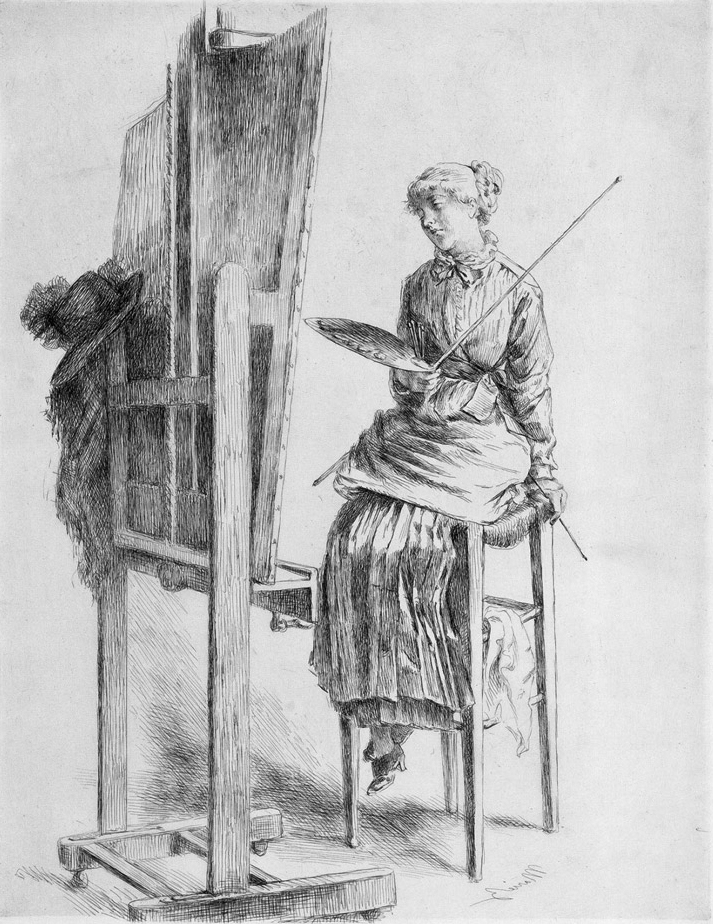
Marie Bracquemond: Selbstbildnis an der Staffelei

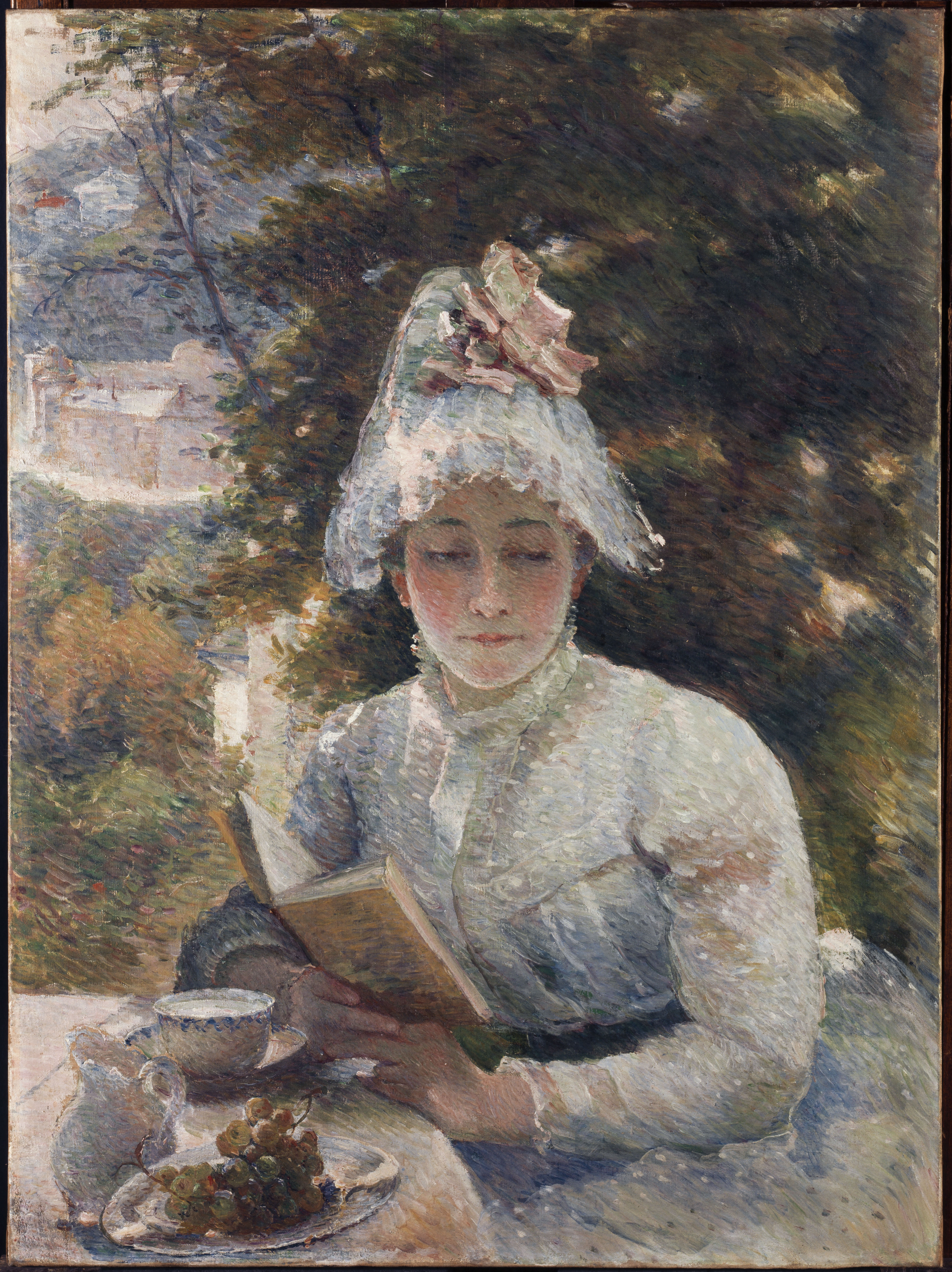
Marie Bracquemond: Der Tee am Nachmittag, 1880

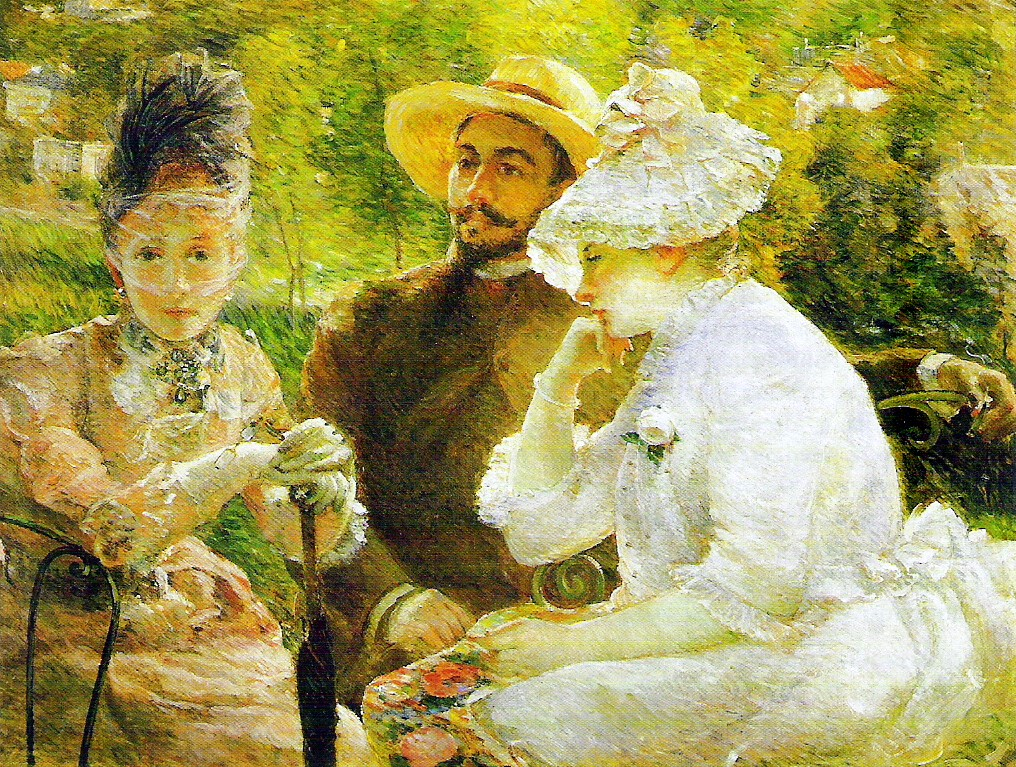
Marie Bracquemond: Auf der Terrasse in Sèvres, 1880

Marie Bracquemond (geborene Quivoron-Pasquiou; * 1. Dezember 1840 in Argentan; † 17. Januar 1916 in Sèvres) war eine französische Malerin und gehörte zum Kreis der Impressionisten. Sie gilt neben Mary Cassatt (1844–1926), Berthe Morisot (1841–1895) und Eva Gonzalès (1847–1883) als eine der vier bedeutendsten Impressionistinnen des neunzehnten Jahrhunderts.

## Biografie
Marie Quivoron-Pasquiou zog nach einer Jugend in schwierigen Verhältnissen zu Zeichenstudien nach Etampes bei Paris. Sie machte die Bekanntschaft von Jean-Auguste-Dominique Ingres, der sie förderte und ihren Stil prägte, ohne ihr geregelten Unterricht zu erteilen. 1857 erhielt sie die Erlaubnis, im Louvre Bilder zu kopieren. Dort lernte sie den Maler und Grafiker Félix Bracquemond kennen, der in Limoges als Porzellanmaler und Grafiker tätig war. Sie heirateten im August 1869. Marie wurde von ihrem Mann in seine Arbeit einbezogen und schuf die Entwürfe für Porzellan, Keramik und Wanddekorationen. Sie malte Landschaften und Stillleben und gab an einer Schule Zeichenunterricht.
Einer ihrer Entwürfe, ausgestellt 1874 im Pariser Salon, fand die Aufmerksamkeit von Edgar Degas, der die Künstlerin mit Pierre-Auguste Renoir und Claude Monet bekannt machte, deren Gemälde sie bewunderte. Es war vor allem Paul Gauguin, der sie 1880 ermutigte, ihren konventionellen Stil aufzugeben und nach der neuen Manier zu malen. Mehrfach beteiligte sie sich nun mit eigenen Arbeiten an den Ausstellungen der Impressionisten.
Das Ehepaar war inzwischen nach Sèvres umgezogen, wo Bilder wie Auf der Terrasse in Sèvres oder Der Tee am Nachmittag entstanden. Félix Bracquemond hatte wenig Verständnis für die künstlerische Richtung seiner Frau, war wohl auch eifersüchtig auf ihren Erfolg als Frau in der Kunst. Zermürbt von seiner Kritik, beschränkte sie ihre künstlerische Tätigkeit auf das engste Umfeld in Sèvres und gab sie nach 1890 ganz auf. So kam es nicht zur völligen Entfaltung ihres Talents, und der Umfang ihres Lebenswerks blieb begrenzt. Eine retrospektive Ausstellung 1919 in der Pariser Galerie Bernheim-Jeune zeigte etwa 90 zum großen Teil nur skizzenhafte Gemälde, 34 Aquarelle und neun Stiche.